# Song of a Suffragette (wiersz Clary A. Merrill)

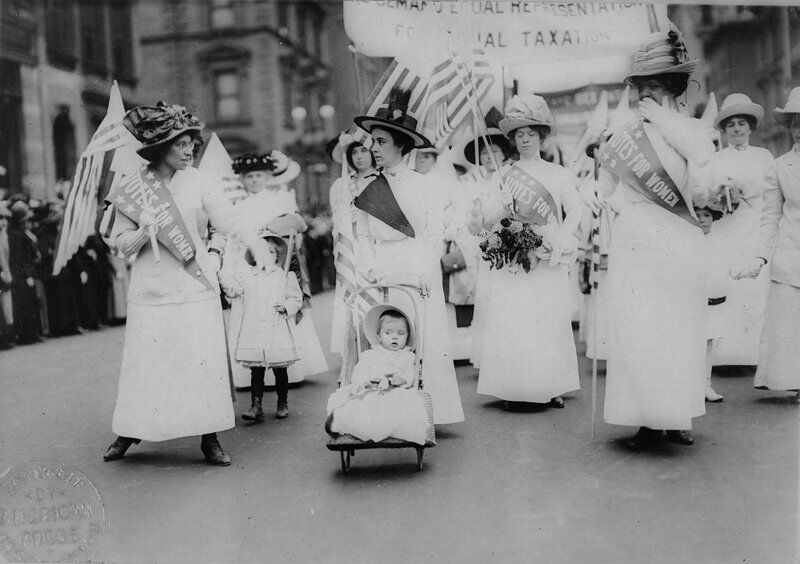
Parada sufrażystek w nowym Jorku w 1912

Song of a Suffragette (Pieśń sufrażystki) – wiersz Clary A. Merrill z tomiku Poems wydanego w 1915. Utwór jest żartobliwym świadectwem wczesnych dyskusji o równouprawnieniu kobiet. Sufrażystkami nazywano pierwsze feministki. Wiersz składa się z czterech zwrotek czterowersowych i czterech dystychów, będących wypowiedziami Chóru. 
This world would be happy, and lovely indeed,
If the men were banished, of them there’s no need;
Now the ambitious women must fight for their due—
With the pesky men-folks we’ll have no more to do!
W drugiej zwrotce poetka wspomina popularny w tamtych czasach zwyczaj żucia przez mężczyzn tytoniu.
With mouth full of Tobacco, at ease near the grate
They’ll sit and vehemently expectorate;
And the women are lucky if they can keep out
Of the streaks of tobacco-juice flying about!